# H.J. Kornerup-Koch
Hans Jacob Kornerup Koch (kaldte sig selv Kornerup-Koch) (25. august 1868 i Damsholte på Møn – 10. juni 1944 i København) var en dansk tømrermester og politiker.
Han var søn af provst H.P.C. Koch (1803-1887) og hustru Marie født Kornerup (1845-1919), stod i tømrerlære i Roskilde; besøgte den tekniske skole der og i København og blev svend 1887. Han arbejdede i Tyskland og Schweiz 1888-91 og tog borgerskab som tømrermester i København 1892 og var direktør for A/S Oscar Køhler 1899-1900. Kornerup-Koch var stifter af interessentskabet Danske Træbygningsfabrikker, der efter jordskælvet på Sicilien i december 1908 udførte nogle træbygninger for den italienske regering og opstillede disse i Messina. 
Han var borgerrepræsentant fra 1909 til 1912 for Antisocialistisk Borgerliste, medlem af Haandværkerbankens repræsentantskab 1898-1910, i bestyrelsen for Asylet Opdragelsen 1900-10, medlem af Forældreforeningens repræsentantskab, formand for denne forenings kreds for Østersøgades Latin- og Realskole. Kornerup-Koch var desuden medlem af Industriforeningens repræsentantskab 1911-23, i bestyrelsen for Rejsestipendieforeningen 1902-11 og for A/S Københavns Høvleri og Savværk 1915-20, medlem af forretningsudvalget for Borgervennen af 1788 fra 1917, bestyrelsesformand for A/S Hillerød Savværk 1917-26, medlem af Taksationskommissionen af 1857, af Ekspropriationskommissionen for de københavnske banegårdsforholds ordning og formand for nævningegrundlisteudvalget for Københavns 12. afstemningskreds fra 1926.
Han blev gift med Marie Henriette Petersen (25. december 1871 i Marstal - ?), datter af hotelejer J.H. Petersen (død 1908) og Hustru Mathilde født Petersen.